# NGC 4632
NGC 4632 (również PGC 42689 lub UGC 7870) – galaktyka spiralna (Sc), znajdująca się w gwiazdozbiorze Panny. Odkrył ją William Herschel 22 lutego 1784 roku.
W galaktyce zaobserwowano supernową SN 1946B.